# Acanalonia

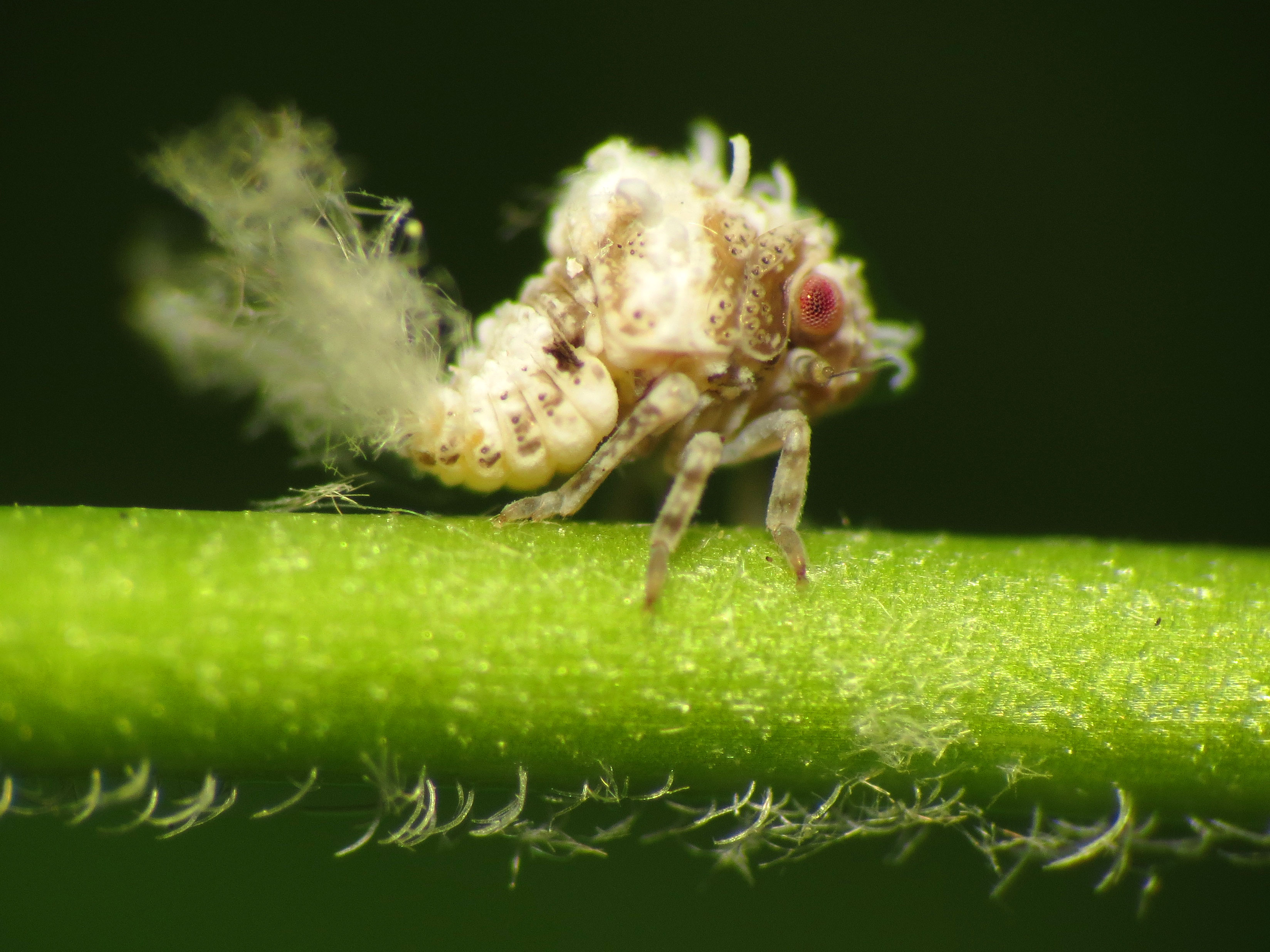
Ninfa

Acanalonia es un género de insectos de la familia Acanaloniidae (Fulgoromorpha). Hay alrededor de 70 especies. Miden de 3 a 10 mm. Se encuentran en toda América, desde Canadá a Sudamérica. Se los encuentra en los tallos de árboles o arbustos.

## Especies
- Acanalonia affinis Fowler, 1900[2]
- Acanalonia albacosta Caldwell, 1947[3]
- Acanalonia bivittata (Say, 1825);[4]
- Acanalonia bonducellae Fennah, 1955[5]
- Acanalonia caelata Fowler, 1900[2]
- Acanalonia calida (Fowler, 1904);[6]
- Acanalonia carinata Metcalf & Bruner, 1930[7]
- Acanalonia caymanensis Fennah, 1971[8]
- Acanalonia chloris (Berg, 1879);[9]
- Acanalonia clarionensis Van Duzee, 1933[10]
- Acanalonia clypeata Van Duzee, 1908[11]
- Acanalonia coacta Schmidt, 1908[12]
- Acanalonia concinnula Fowler, 1900;[13]
- Acanalonia conica (Say, 1830);[14]
- Acanalonia consors Fennah, 1971[8]
- Acanalonia decens (Stål, 1864);[15]
- Acanalonia delicatula Fowler, 1900[13]
- Acanalonia dubia Fowler, 1900[2]
- Acanalonia ecuadoriensis Schmidt, 1908[12]
- Acanalonia excavata Van Duzee, 1933[10]
- Acanalonia fasciata Metcalf, 1923[16]
- Acanalonia gaumeri Fowler, 1900[2]
- Acanalonia grandicella Doering, 1932[17]
- Acanalonia gundlachi Metcalf & Bruner, 1930[7]
- Acanalonia hadesensis Caldwell, 1938[18]
- Acanalonia hewanorrae Fennah, 1955[5]
- Acanalonia humeralis Caldwell, 1947
- Acanalonia immaculata (Kirkaldy, 1907);[19]
- Acanalonia inclinata Melichar, 1901[20]
- Acanalonia ingens Fennah, 1971[8]
- Acanalonia insularis Metcalf & Bruner, 1930[7]
- Acanalonia invenusta Doering, 1932[17]
- Acanalonia laticosta Doering, 1932[17]
- Acanalonia laurifolia (Walker, 1858);[21]
- Acanalonia lineata (Metcalf, Bruner, 1930)[7]
- Acanalonia mollicula Van Duzee, 1914[22]
- Acanalonia ohausi Schmidt, 1908[12]
- Acanalonia parva Doering, 1932;[17]
- Acanalonia phorcys Fennah, 1971[8]
- Acanalonia plana (Van Duzee, 1907);[23]
- Acanalonia planata Ball, 1933[24]
- Acanalonia puella Van Duzee, 1923[25]
- Acanalonia pumila (Van Duzee, 1908);[11]
- Acanalonia robusta (Walker 1851);[8]
- Acanalonia saltonia Ball, 1933[24]
- Acanalonia servillei Spinola, 1839;[26]
- Acanalonia sublinea (Walker, 1858);[21]
- Acanalonia tehuacana Caldwell, 1947[3]
- Acanalonia theobromae Fennah, 1945[27]
- Acanalonia tripartita Caldwell, 1947[3]
- Acanalonia umbellicauda Fennah, 1945[27]
- Acanalonia umbraculata (Fabricius, 1803);[28]
- Acanalonia varipennis (Walker, 1858);[21]
- Acanalonia viequensis Caldwell & Martorell, 1951[29]
- Acanalonia virescens (Stål, 1864);[15]
- Acanalonia viridica Schmidt, 1932[30]
- Acanalonia viridis Melichar, 1901[20]
- Acanalonia viriditerminata (Lethierry, 1881);[31]
  - Acanalonia viriditerminata muscosa Fennah, 1955[5]
  - Acanalonia viriditerminata sylvestris Fennah, 1955[5]
- Acanalonia viridula Metcalf & Bruner, 1930[7]